# Storia degli ebrei a Debdou
La storia degli ebrei a Debdou è molto antica e le sue origini si intrecciano con quelle della città. Debdou costituiva un importante centro ebraico in Marocco e nel Maghreb.

## Storia

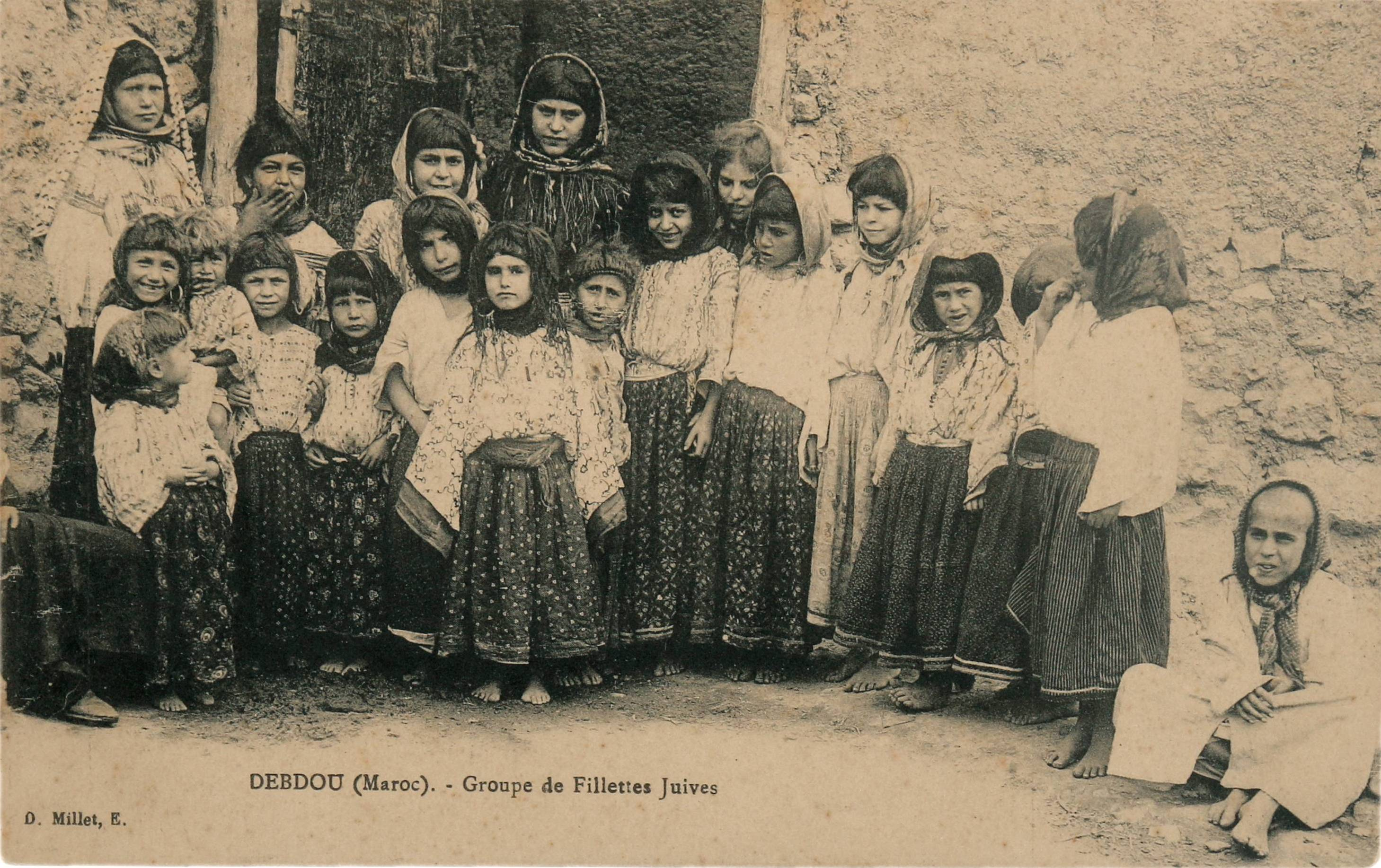
Gruppo di ragazze ebree a Debdou nel 1915.

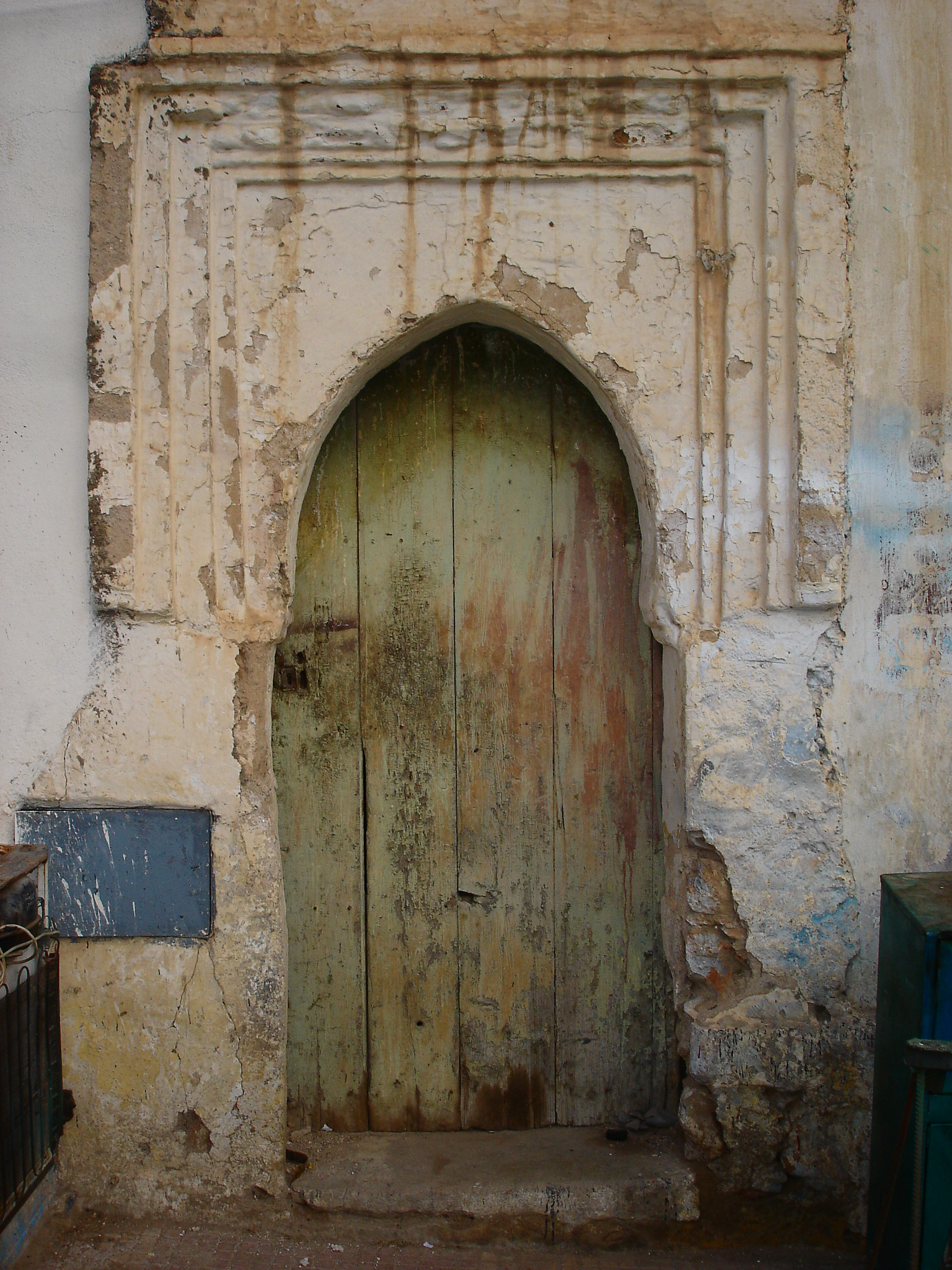
Antica casa ebraica.

La città fu raggiunta da molti ebrei sefarditi di Siviglia, che fuggivano dalle ondate di antisemitismo che avevano colpito la Spagna nel 1391. Tra i rifugiati vi furono i membri del clan dei Cohen-Scali, una famiglia di sacerdoti ebrei che raggiunse Debdou nel 1465 e che rivendicava la discendenza da Sadoc, il Sommo Sacerdote. Tra le famiglie più influenti vi erano i Cohen-Scali, i Murciano, i Benhamou, i Bensusan, i Benaim, i Ha-Cohen e i Morali. Verso la metà del XVIII secolo la comunità fu devastata da un'epidemia di colera che causò numerose morti e l'emigrazione di 300 famiglie verso altre parti del Marocco. Così la comunità si ridusse da 630 famiglie a 330. Malgrado gli eventi, gli ebrei costituivano circa i due terzi della popolazione totale.
Tra la fine del XIX e l'inizio del XX secolo la città divenne per breve tempo famosa come centro di cultura ebraica, esportando rabbini a molte città del Marocco. Verso fine del XIX secolo, la popolazione della città era stimata attorno ai 2.000 abitanti, la maggior parte dei quali ebrei. All'inizio del XX secolo il numero di ebrei era stimato in 1.600 individui, che costituivano circa un terzo della popolazione. Nel 1903 le tensioni con le comunità dei villaggi locali e il declino economico che colpì gran parte del Marocco portarono la comunità a rivolgersi all'Alleanza israelitica universale, la quale non aveva aperto una scuola nella città. La società prestò aiuto alla comunità, risollevando parzialmente le sue condizioni. L'inaugurazione del protettorato francese nel 1912 migliorò le condizioni di sicurezza e le prospettive economiche.
Sebbene anche nella maggior parte delle altre città in Marocco gli ebrei costituissero una componente significativa della popolazione, Debdou era una delle poche aree del paese in cui gli ebrei rappresentassero la maggioranza della popolazione fino alla prima metà del XX secolo.
David Cohen-Scali fu il governatore non ufficiale di Debdou tra il 1895 e il 1910.
È nei primi decenni del XX secolo che la comunutà comincia ad abbandonare Debdou per raggiungere le vicine città della pianura come Oujda, Missour, Taourirt, Midelt, Jerada e Melilla.
Fino alla metà degli anni 1950, Debdou rimase un centro vitale della vita ebraica nel Maghreb. Gli scribi locali erano noti per la produzione di Sefer Torah per molte delle comunità ebraiche del nord del Marocco e dell'Algeria. Debdou contava più di una dozzina di sinagoghe che preservavano i riti e le usanze religiose sefardite. Come altre comunità ebraiche marocchine, gli ebrei di Debdou erano impegnati nell'artigianato e nel commercio. Molti erano i pastori.
Al termine della seconda guerra mondiale rimanevano in città circa 1.000 ebrei. La totalità delle rimanenti famiglie ebraiche lasciò la città tra gli anni 1950 e 1960, nell'ambito dell'emigrazione di massa dal Marocco verso Israele, organizzata dall'Agenzia ebraica e dal Mossad. Gli ebrei di Debdou stabilirono moshavim nelle regioni meridionali e settentrionali di Israele.

## Cultura

### Dialetto
Gli ebrei di Debdou parlavano un dialetto arabo.
Il dialetto giudeo-arabo di Debdou si caratterizza per una pronuncia particolare delle consonanti, distinguendo chiaramente tra šin e žim e tra sin e zay, similmente ai dialetti giudeo-arabi della regione di Orano. Il dialetto si distingue inoltre per la pronuncia particolare del fonema /ق/ e per /k/; questa caratteristica è comune a tutti i dialetti giudeo-arabi della regione di Tafilalet e della valle del Draa. Alcuni locutori differenziano /k/ depalatizzandolo in /tch/, un processo che ha portato alla sua pronuncia come /ţ/ in Tafilalt (come in sәţţar per sәkkar, "zucchero").
Altri mantengono la pronuncia /k/ sia per /ق/ che per /ك/. Questa caratteristica si riscontra anche nei dialetti pre-hilalici di Trara e di Msirda. A Safi, Marrakech e ad Azemmour questa pronuncia è facoltativa tra la popolazione ebraica ed è indicata come hәdra sġera, al contrario della hәdra bәl qạla (ق ›/ ′/) di Fès, Meknès e di altre zone.